# Покровське (Гусєвський район)
Покровське (рос. Покровское) — селище Гусєвського району, Калінінградської області Росії. Входить до складу Михайловського сільського поселення.
Населення —  131 особа (2015 рік). 

## Населення
| 2002 | 2010 |
| ---- | ---- |
| 141  | ↘131 |